# Sastavi momčadi na SP u nogometu 2006.
U ovom članku ćete naći popise sastava nacionalnih nogometnih reprezentacija koje su nastupile na  Svjetskom prvenstvu u nogometu koje se održalo u Njemačkoj od 7. lipnja do 7. srpnja 2006.
Sve reprezentacije tj. njihovi nogometni savezi morali su prijaviti 23 igrača do 15. svibnja 2006. U slučaju ozljeda, bolesti ili nekih drugih razloga, zamjene u momčadi su bile dozvoljene sve do 24 sata prije prve utakmice određene reprezentacije.
Sastavi momčadi su poredani po skupinama u prvom krugu natjecanja.

## Skupina A

### Njemačka
Izbornik Jürgen Klinsmann je pozvao iduću momčad:
| Broj      | Ime i prezime igrača      | Nogometni klub           | Rođen              |         |
| Vratari   | Vratari                   | Vratari                  | Vratari            | Vratari |
| --------- | ------------------------- | ------------------------ | ------------------ | ------- |
| 1         | Jens Lehmann              | Arsenal                  | 10. studenog 1969. |         |
| 12        | Oliver Kahn               | Bayern München           | 15. lipnja 1969.   |         |
| 19        | Timo Hildebrand           | VfB Stuttgart            | 5. travnja 1979.   |         |
| Obrana    |                           |                          |                    |         |
| 2         | Marcell Jansen            | Borussia Mönchengladbach | 4. studenog 1985.  |         |
| 3         | Arne Friedrich            | Hertha BSC Berlin        | 29. svibnja 1979.  |         |
| 4         | Robert Huth               | Chelsea                  | 18. kolovoza 1984. |         |
| 6         | Jens Nowotny              | Dinamo Zagreb            | 11. siječnja 1974. |         |
| 16        | Philipp Lahm              | Bayern München           | 11. studenog 1983. |         |
| 17        | Per Mertesacker           | Hannover 96              | 29. rujna 1984.    |         |
| 21        | Christoph Metzelder       | Borussia Dortmund        | 5. studenog 1980.  |         |
| Vezni red |                           |                          |                    |         |
| 5         | Sebastian Kehl            | Borussia Dortmund        | 13. veljače 1980.  |         |
| 7         | Bastian Schweinsteiger    | Bayern München           | 1. kolovoza 1984.  |         |
| 8         | Torsten Frings            | Werder Bremen            | 22. studenog 1976. |         |
| 13        | Michael Ballack (kapetan) | Chelsea                  | 26. rujna 1976.    |         |
| 15        | Thomas Hitzlsperger       | VfB Stuttgart            | 5. travnja 1982.   |         |
| 18        | Tim Borowski              | Werder Bremen            | 2. svibnja 1980.   |         |
| 19        | Bernd Schneider           | Bayer Leverkusen         | 17. studenog 1973. |         |
| Napadači: |                           |                          |                    |         |
| 9         | Mike Hanke                | VfL Wolfsburg            | 5. studenog 1983.  |         |
| 10        | Oliver Neuville           | Borussia Mönchengladbach | 1. svibnja 1973.   |         |
| 11        | Miroslav Klose            | Werder Bremen            | 9. lipnja 1978.    |         |
| 14        | Gerald Asamoah            | FC Schalke 04            | 3. listopada 1978. |         |
| 20        | Lukas Podolski            | Bayern München           | 4. lipnja 1985.    |         |
| 22        | David Odonkor             | Borussia Dortmund        | 21. veljače 1984.  |         |
| Izbornik: |                           |                          |                    |         |
| T         | Jürgen Klinsmann          | ...                      | 30. srpnja 1964.   |         |

### Ekvador
Izbornik Luis Fernando Suárez je pozvao iduću momčad:
| Broj      | Ime i prezime igrača  | Nogometni klub                                | Rođen               |         |
| Vratari   | Vratari               | Vratari                                       | Vratari             | Vratari |
| --------- | --------------------- | --------------------------------------------- | ------------------- | ------- |
| 1         | Edwin Villafuerte     | Deportivo Quito                               | 12. ožujka 1979.    |         |
| 12        | Cristian Mora         | LDU Quito                                     | 28. kolovoza 1979.  |         |
| 22        | Damián Lanza          | Aucas                                         | 10. travnja 1982.   |         |
| Obrana    |                       |                                               |                     |         |
| 2         | Jorge Guagua          | El Nacional Quito                             | 28. rujna 1981.     |         |
| 3         | Iván Hurtado          | Al Arabi Doha                                 | 16. kolovoza 1974.  |         |
| 4         | Ulises de la Cruz     | Aston Villa                                   | 8. veljače 1974.    |         |
| 5         | José Luis Perlaza     | Olmedo                                        | 6. listopada 1981.  |         |
| 13        | Paul Ambrosi          | LDU Quito                                     | 14. listopada 1980. |         |
| 17        | Giovanny Espinoza     | LDU Quito                                     | 12. travnja 1977.   |         |
| 18        | Neicer Reasco         | LDU Quito                                     | 23. srpnja 1977.    |         |
| Vezni red |                       |                                               |                     |         |
| 6         | Patricio Urrutia      | LDU Quito                                     | 15. listopada 1977. |         |
| 7         | Christian Lara        | El Nacional Quito                             | 27. travnja 1980.   |         |
| 8         | Edison Méndez         | LDU Quito                                     | 16. ožujka 1979.    |         |
| 14        | Segundo Castillo      | El Nacional Quito                             | 15. svibnja 1982.   |         |
| 15        | Marlon Ayoví          | Deportivo Quito                               | 27. kolovoza 1971.  |         |
| 16        | Luis Antonio Valencia | Recreativo Huelva (na posudbi iz Villarreala) | 4. kolovoza 1985.   |         |
| 19        | Luis Saritama         | Deportivo Quito                               | 20. listopada 1983. |         |
| 20        | Edwin Tenorio         | Barcelona de Guayaquil                        | 16. lipnja 1976.    |         |
| Napadači: |                       |                                               |                     |         |
| 9         | Felix Borja           | Olympiakos Pirej                              | 2. travnja 1983.    |         |
| 10        | Iván Kaviedes         | Argentinos Juniors                            | 24. listopada 1977. |         |
| 11        | Agustín Delgado       | LDU Quito                                     | 23. prosinca 1974.  |         |
| 21        | Carlos Tenorio        | Al Sadd Doha                                  | 14. svibnja 1979.   |         |
| 23        | Cristian Benítez      | El Nacional Quito                             | 1. svibnja 1986.    |         |
| Izbornik: |                       |                                               |                     |         |
| T         | Luis Fernando Suárez  | ...                                           | 23. prosinca 1959.  |         |

### Poljska
Izbornik Paweł Janas je pozvao iduću momčad:
| Broj Varšava | Ime i prezime igrača | Nogometni klub       | Rođen Angriff             |         |
| Vratari      | Vratari              | Vratari              | Vratari                   | Vratari |
| ------------ | -------------------- | -------------------- | ------------------------- | ------- |
| 1            | Artur Boruc          | Celtic               | 20. veljače 1980.         |         |
| 12           | Tomasz Kuszczak      | West Bromwich Albion | 20. ožujka 1982.          |         |
| 22           | Łukasz Fabiański     | Arsenal London       | 18. travnja 1985.         |         |
| Obrana       |                      |                      |                           |         |
| 2            | Mariusz Jop          | FK Moskva            | 3. kolovoza 1978.         |         |
| 3            | Seweryn Gancarczyk   | Metalist Harkiv      | 22. studenog 1981.        |         |
| 4            | Marcin Baszczyński   | Wisła Krakow         | 7. lipnja 1977.           |         |
| 6            | Jacek Bąk            | Al-Rayyan            | 24. ožujka 1973.          |         |
| 14           | Michał Żewłakow      | Olympiacos Pirej     | 22. travnja 1975.         |         |
| 17           | Dariusz Dudka        | Wisła Krakow         | 9. prosinca 1983.         |         |
| 18           | Mariusz Lewandowski  | Šahtar Donjeck       | 18. svibnja 1979.         |         |
| 19           | Bartosz Bosacki      | Lech Poznań          | 20. prosinca 1975.        |         |
| Vezni red    |                      |                      |                           |         |
| 5            | Kamil Kosowski       | 1. FC Kaiserslautern | 30. kolovoza 1977.        |         |
| 7            | Radosław Sobolewski  | Wisła Krakow         | 13. prosinca 1976.        |         |
| 8            | Jacek Krzynówek      | VfL Wolfsburg        | 15. svibnja 1976.         |         |
| 10           | Mirosław Szymkowiak  | Trabzonspor          | 12. studenog 1976.        |         |
| 13           | Sebastian Mila       | Austria Beč          | 10. srpnja 1982. Izbornik |         |
| 15           | Euzebiusz Smolarek   | Borussia Dortmund    | 9. siječnja 1981.         |         |
| 16           | Arkadiusz Radomski   | Austria Beč          | 27. lipnja 1977.          |         |
| 20           | Piotr Giza           | Cracovia Krakow      | 28. veljače 1982.         |         |
| Napadači:    |                      |                      |                           |         |
| 9            | Maciej Żurawski      | Celtic               | 12. rujna 1976.           |         |
| 11           | Grzegorz Rasiak      | Southampton          | 12. siječnja 1979.        |         |
| 21           | Ireneusz Jeleń       | Wisła Płock          | 9. travnja 1981.          |         |
| 23           | Paweł Brożek         | Wisła Krakow         | 21. travnja 1983.         |         |
| Izbornik:    |                      |                      |                           |         |
| T            | Paweł Janas          | ...                  | 4. ožujka 1953.           |         |

### Kostarika
Izbornik Alexandre Guimarães je pozvao iduću momčad:
| Broj      | Ime i prezime igrača | Nogometni klub       | Rođen               |         |
| Vratari   | Vratari              | Vratari              | Vratari             | Vratari |
| --------- | -------------------- | -------------------- | ------------------- | ------- |
| 1         | Álvaro Mesén         | Club Sport Herediano | 24. prosinca 1972.  |         |
| 18        | José Porras          | Deportivo Saprissa   | 8. studenog 1970.   |         |
| 23        | Wardy Alfaro Pizarro | LD Alajuelense       | 31. prosinca 1977.  |         |
| Obrana    |                      |                      |                     |         |
| 2         | Jervis Drummond      | Deportivo Saprissa   | 8. rujna 1976.      |         |
| 3         | Luis Marín           | LD Alajuelense       | 10. kolovoza 1974.  |         |
| 4         | Michel Umaña         | Brujas               | 16. srpnja 1982.    |         |
| 5         | Gilberto Martinez    | Brescia Calcio       | 1. listopada 1979.  |         |
| 12        | Leonardo González    | Club Sport Herediano | 21. listopada 1980. |         |
| 15        | Harold Wallace       | LD Alajuelense       | 7. rujna 1975.      |         |
| 17        | Gabriel Badilla      | Deportivo Saprissa   | 30. lipnja 1984.    |         |
| 22        | Michael Rodríguez    | LD Alajuelense       | 30. prosinca 1981.  |         |
| Vezni red |                      |                      |                     |         |
| 6         | Danny Fonseca        | C. S. Cartaginés     | 7. studenog 1979.   |         |
| 7         | Christian Bolaños    | Deportivo Saprissa   | 17. svibnja 1984.)  |         |
| 8         | Mauricio Solís       | Comunicaciones       | 13. prosinca 1972.  |         |
| 10        | Walter Centeno       | Deportivo Saprissa   | 6. listopada 1974.  |         |
| 14        | Randall Azofeifa     | Deportivo Saprissa   | 30. prosinca 1984.  |         |
| 16        | Carlos Hernández     | LD Alajuelense       | 9. travnja 1982.    |         |
| 20        | Dallas Sequeira      | Real Salt Lake       | 23. kolovoza 1977.  |         |
| Napadači: |                      |                      |                     |         |
| 9         | Paulo Wanchope       | Club Sport Herediano | 31. srpnja 1976.    |         |
| 11        | Rónald Gómez         | Deportivo Saprissa   | 21. siječnja 1975.  |         |
| 13        | Kurt Bernard         | Puntarenas           | 8. kolovoza 1977.   |         |
| 19        | Álvaro Saborio       | Deportivo Saprissa   | 25. ožujka 1982.    |         |
| 21        | Victor Núñez         | C. S. Cartaginés     | 15. travnja 1980.   |         |
| Izbornik: |                      |                      |                     |         |
| T         | Alexandre Guimarães  | ...                  | 7. studenog 1959.   |         |

## Skupina B

### Engleska
Izbornik Sven-Göran Eriksson je pozvao iduću momčad:
| Broj      | Ime i prezime igrača    | Nogometni klub                             | Nadnevak rođenja    |         |
| Vratari   | Vratari                 | Vratari                                    | Vratari             | Vratari |
| --------- | ----------------------- | ------------------------------------------ | ------------------- | ------- |
| 1         | Paul Robinson           | Tottenham Hotspur                          | 15. listopada 1979. |         |
| 13        | David James             | Manchester City                            | 1. kolovoza 1970.   |         |
| 22        | Scott Carson            | Liverpool na posudbi u Sheffield Wednesday | 3. rujna 1985.      |         |
| Obrana    |                         |                                            |                     |         |
| 2         | Gary Neville            | Manchester United                          | 18. veljače 1975.   |         |
| 3         | Ashley Cole             | Arsenal                                    | 20. prosinca 1980.  |         |
| 5         | Rio Ferdinand           | Manchester United                          | 7. studenog 1978.   |         |
| 6         | John Terry              | Chelsea                                    | 7. prosinca 1980.   |         |
| 12        | Sol Campbell            | Arsenal                                    | 18. rujna 1974.     |         |
| 14        | Wayne Bridge            | Chelsea na posudbi u Fulham                | 5. kolovoza 1980.   |         |
| 15        | Jamie Carragher         | Liverpool                                  | 28. siječnja 1978.  |         |
| Vezni red |                         |                                            |                     |         |
| 4         | Steven Gerrard          | Liverpool                                  | 30. svibnja 1980.   |         |
| 7         | David Beckham (kapetan) | Real Madrid                                | 2. svibnja 1975.    |         |
| 8         | Frank Lampard           | Chelsea                                    | 20. lipnja 1978.    |         |
| 11        | Joe Cole                | Chelsea                                    | 8. studenog 1981.   |         |
| 16        | Owen Hargreaves         | Manchester United                          | 20. siječnja 1981.  |         |
| 17        | Jermaine Jenas          | Tottenham Hotspur                          | 18. veljače 1983.   |         |
| 18        | Michael Carrick         | Tottenham Hotspur                          | 28. srpnja 1981.    |         |
| 19        | Aaron Lennon            | Tottenham Hotspur                          | 16. travnja 1987.   |         |
| 20        | Stewart Downing         | Middlesbrough                              | 22. srpnja 1984.    |         |
| Napadači: |                         |                                            |                     |         |
| 9         | Wayne Rooney            | Manchester United                          | 24. listopada 1985. |         |
| 10        | Michael Owen            | Newcastle United                           | 14. prosinca 1979.  |         |
| 21        | Peter Crouch            | Liverpool                                  | 30. siječnja 1981.  |         |
| 23        | Theo Walcott            | Arsenal                                    | 16. ožujka 1989.    |         |
| Izbornik: |                         |                                            |                     |         |
| T         | Sven-Göran Eriksson     | ...                                        | 5. veljače 1948.    |         |

### Švedska
Izbornik Lars Lagerbäck je pozvao iduću momčad:
| Broj      | Ime i prezime igrača    | Nogometni klub   | Nadnevak rođenja   |         |
| Vratari   | Vratari                 | Vratari          | Vratari            | Vratari |
| --------- | ----------------------- | ---------------- | ------------------ | ------- |
| 1         | Andreas Isaksson        | Stade Rennais FC | 3. listopada 1981. |         |
| 12        | John Alvbåge            | Viborg FF        | 10. kolovoza 1982. |         |
| 23        | Rami Shaaban            | Fredrikstad FK   | 30. lipnja 1975.   |         |
| Obrana    |                         |                  |                    |         |
| 2         | Mikael Nilsson          | Panathinaikos    | 24. lipnja 1978.   |         |
| 3         | Olof Mellberg (kapetan) | Aston Villa      | 3. rujna 1977.     |         |
| 4         | Teddy Lučić             | BF Häcken        | 15. travnja 1973.  |         |
| 5         | Erik Edman              | Stade Rennais FC | 11. studenog 1978. |         |
| 13        | Peter Hansson           | Heerenveen       | 14. prosinca 1976. |         |
| 14        | Fredrik Stenman         | Bayer Leverkusen | 2. lipnja 1983.    |         |
| 15        | Karl Svensson           | IFK Göteborg     | 21. ožujka 1984.   |         |
| Vezni red |                         |                  |                    |         |
| 6         | Tobias Linderoth        | FC København     | 21. travnja 1979.  |         |
| 7         | Niclas Alexandersson    | IFK Göteborg     | 29. prosinca 1971. |         |
| 8         | Anders Svensson         | IF Elfsborg      | 17. srpnja 1976.   |         |
| 9         | Fredrik Ljungberg       | Arsenal          | 16. travnja 1977.  |         |
| 16        | Kim Källström           | Olympique Lyon   | 24. kolovoza 1982. |         |
| 18        | Mattias Jonson          | Djurgårdens IF   | 16. siječnja 1974. |         |
| 19        | Daniel Andersson        | Malmö FF         | 28. kolovoza 1977. |         |
| 21        | Christian Wilhelmsson   | Anderlecht       | 8. prosinca 1979.  |         |
| Napadači: |                         |                  |                    |         |
| 10        | Zlatan Ibrahimović      | Juventus Torino  | 3. listopada 1981. |         |
| 11        | Henrik Larsson          | Helsingborgs IF  | 20. rujna 1971.    |         |
| 17        | Johan Elmander          | Brøndby IF       | 27. svibnja 1981.  |         |
| 20        | Marcus Allbäck          | FC København     | 5. srpnja 1973.    |         |
| 22        | Markus Rosenberg        | Ajax             | 27. rujna 1982.    |         |
| Izbornik: |                         |                  |                    |         |
| T         | Lars Lagerbäck          | ...              | 16. srpnja 1948.   |         |

### Paragvaj
Izbornik Aníbal Ruiz je pozvao iduću momčad:
| Broj      | Ime i prezime igrača     | Nogometni klub          | Nadnevak rođenja    |         |
| Vratari   | Vratari                  | Vratari                 | Vratari             | Vratari |
| --------- | ------------------------ | ----------------------- | ------------------- | ------- |
| 1         | Justo Villar             | Newell's Old Boys       | 30. lipnja 1977.    |         |
| 12        | Derlis Gómez             | Sportivo Luqueño        | 12. studenog 1972.  |         |
| 22        | Aldo Bobadilla           | Boca Juniors            | 20. travnja 1976.   |         |
| Obrana    |                          |                         |                     |         |
| 2         | Jorge Núñez              | Estudiantes de La Plata | 22. siječnja 1978.  |         |
| 3         | Delio Toledo             | Real Zaragoza           | 10. veljače 1974.   |         |
| 4         | Carlos Gamarra (kapetan) | Palmeiras               | 17. veljače 1971.   |         |
| 5         | Julio César Cáceres      | River Plate             | 5. listopada 1979.  |         |
| 14        | Paulo da Silva           | Club Toluca             | 1. veljače 1980.    |         |
| 15        | Julio Manzur             | Santos                  | 22. lipnja 1981.    |         |
| 21        | Denis Caniza             | Cruz Azul               | 29. kolovoza 1974.  |         |
| Vezni red |                          |                         |                     |         |
| 6         | Carlos Bonet             | Club Libertad           | 2. listopada 1977.  |         |
| 8         | Edgar Barreto            | NEC Nijmegen            | 15. srpnja 1984.    |         |
| 10        | Roberto Miguel Acuña     | Deportivo La Coruña     | 25. ožujka 1972.    |         |
| 11        | Diego Gavilán            | Newell's Old Boys       | 1. ožujka 1980.     |         |
| 13        | Carlos Humberto Paredes  | Reggina                 | 16. srpnja 1976.    |         |
| 16        | Christian Riveros        | Club Libertad           | 16. listopada 1982. |         |
| 17        | José Montiel             | Olimpia Asunción        | 19. ožujka 1988.    |         |
| 19        | Julio Dos Santos         | Bayern München          | 5. svibnja 1983.    |         |
| Napadači: |                          |                         |                     |         |
| 7         | Salvador Cabañas         | Jaguares de Chiapas     | 5. kolovoza 1980.   |         |
| 9         | Roque Santa Cruz         | Bayern München          | 16. kolovoza 1981.  |         |
| 18        | Nelson Valdez            | Borussia Dortmund       | 28. studenog 1983.  |         |
| 20        | Dante López              | Genoa CFC               | 16. kolovoza 1983.  |         |
| 23        | Nelson Cuevas            | Pachuca                 | 10. siječnja 1980.  |         |
| Izbornik: |                          |                         |                     |         |
| T         | Aníbal Ruiz              | ...                     | 30. prosinca 1942.  |         |

### Trinidad i Tobago
Izbornik Leo Beenhakker je pozvao iduću momčad:
| Broj      | Ime i prezime igrača   | Nogometni klub         | Nadnevak rođenja    |         |
| Vratari   | Vratari                | Vratari                | Vratari             | Vratari |
| --------- | ---------------------- | ---------------------- | ------------------- | ------- |
| 1         | Shaka Hislop           | West Ham United        | 22. veljače 1969.   |         |
| 21        | Kelvin Jack            | Dundee FC              | 29. travnja 1976.   |         |
| 22        | Clayton Ince           | Coventry City          | 13. srpnja 1972.    |         |
| Obrana    |                        |                        |                     |         |
| 2         | Ian Cox                | Gillingham FC          | 25. ožujka 1971.    |         |
| 3         | Avery John             | New England Revolution | 18. lipnja 1975.    |         |
| 4         | Marvin Andrews         | Glasgow Rangers        | 22. prosinca 1975.  |         |
| 5         | Brett Sancho           | Gillingham FC          | 13. ožujka 1977.    |         |
| 6         | Dennis Lawrence        | Wrexham                | 1. kolovoza 1974.   |         |
| 8         | Cyd Gray               | San Juan Jabloteh      | 21. studenog 1976.  |         |
| 17        | Atiba Charles          | W Connection           | 29. rujna 1977.     |         |
| Vezni red |                        |                        |                     |         |
| 7         | Christopher Birchall   | Port Vale              | 5. svibnja 1984.    |         |
| 9         | Aurtis Whitley         | San Juan Jabloteh      | 1. svibnja 1977.    |         |
| 11        | Carlos Edwards         | Luton Town             | 24. listopada 1978. |         |
| 16        | Evans Wise             | Waldhof Mannheim       | 23. studenog 1973.  |         |
| 18        | Densill Theobald       | Falkirk FC             | 27. lipnja 1972.    |         |
| 23        | Anthony Wolfe          | San Juan Jabloteh      | 23. prosinca 1983.  |         |
| Napadači: |                        |                        |                     |         |
| 10        | Russell Latapy         | Falkirk FC             | 2. kolovoza 1968.   |         |
| 12        | Collin Samuel          | Dundee United          | 27. kolovoza 1981.  |         |
| 13        | Cornell Glen           | Los Angeles Galaxy     | 21. listopada 1980. |         |
| 14        | Stern John             | Coventry City          | 30. listopada 1976. |         |
| 15        | Kenwyne Jones          | Southampton FC         | 5. listopada 1984.  |         |
| 19        | Dwight Yorke (kapetan) | Sydney FC              | 3. studenog 1971.   |         |
| 20        | Jason Scotland         | St. Johnstone FC       | 18. veljače 1979.   |         |
| Izbornik: |                        |                        |                     |         |
| T         | Wim Rijsbergen         |                        |                     |         |

## Skupina C

### Argentina
Izbornik José Pékerman je pozvao iduću momčad:
| Broj      | Ime i prezime igrača  | Nogometni klub                             | Rođen               |         |
| Vratari   | Vratari               | Vratari                                    | Vratari             | Vratari |
| --------- | --------------------- | ------------------------------------------ | ------------------- | ------- |
| 1         | Roberto Abbondanzieri | Boca Juniors                               | 19. kolovoza 1972.  |         |
| 12        | Leo Franco            | Atlético Madrid                            | 29. svibnja 1977.   |         |
| 23        | Oscar Ustari          | Independiente                              | 18. travnja 1985.   |         |
| Obrana    |                       |                                            |                     |         |
| 2         | Roberto Ayala         | Valencia CF                                | 14. travnja 1973.   |         |
| 3         | Juan Pablo Sorín      | Villarreal CF                              | 5. svibnja 1976.    |         |
| 4         | Fabricio Coloccini    | Deportivo La Coruña                        | 22. siječnja 1982.  |         |
| 6         | Gabriel Heinze        | Manchester United                          | 19. travnja 1978.   |         |
| 15        | Gabriel Milito        | Real Zaragoza                              | 9. srpnja 1980.     |         |
| 17        | Leandro Cufré         | A.S. Roma                                  | 9. svibnja 1978.    |         |
| 21        | Nicolás Burdisso      | Inter Milano                               | 12. travnja 1981.   |         |
| Vezni red |                       |                                            |                     |         |
| 5         | Esteban Cambiasso     | Inter Milano                               | 18. kolovoza 1980.  |         |
| 8         | Javier Mascherano     | Corinthians                                | 8. lipnja 1984.     |         |
| 10        | Juan Román Riquelme   | Villarreal CF                              | 24. lipnja 1978.    |         |
| 13        | Lionel Scaloni        | West Ham na posudbi iz Deportivo La Coruna | 16. svibnja 1978.   |         |
| 16        | Pablo Aimar           | Valencia CF                                | 3. studenog 1979.   |         |
| 18        | Maxi Rodríguez        | Atlético Madrid                            | 2. siječnja 1981.   |         |
| 22        | Luis González         | Austria Beč                                | 19. siječnja 1981.  |         |
| Napadači: |                       |                                            |                     |         |
| 7         | Javier Saviola        | Sevilla na posudbi iz Barcelona            | 11. prosinca 1981.  |         |
| 9         | Hernán Crespo         | Chelsea                                    | 5. srpnja 1975.     |         |
| 11        | Carlos Tevez          | Corinthians                                | 5. veljače 1984.    |         |
| 14        | Rodrigo Palacio       | Boca Juniors                               | 5. veljače 1982.    |         |
| 19        | Lionel Messi          | Barcelona                                  | 24. lipnja 1987.    |         |
| 20        | Julio Ricardo Cruz    | Inter Milano                               | 10. listopada 1974. |         |
| Izbornik: |                       |                                            |                     |         |
| T         | José Pekerman         | ...                                        | 3. rujna 1949.      |         |

### Nizozemska
Izbornik Marco van Basten je pozvao iduću momčad:
| Broj      | Ime i prezime igrača        | Nogometni klub    | Rođen               |         |
| Vratari   | Vratari                     | Vratari           | Vratari             | Vratari |
| --------- | --------------------------- | ----------------- | ------------------- | ------- |
| 1         | Edwin van der Sar (kapetan) | Manchester United | 29. listopada 1970. |         |
| 22        | Henk Timmer                 | AZ 67 Alkmaar     | 13. prosinca 1971.  |         |
| 23        | Maarten Stekelenburg        | Ajax              | 22. rujna 1982.     |         |
| Obrana    |                             |                   |                     |         |
| 2         | Kew Jaliens                 | AZ 67 Alkmaar     | 15. rujna 1978.     |         |
| 3         | Khalid Boulahrouz           | Chelsea           | 28. prosinca 1981.  |         |
| 4         | Joris Mathijsen             | AZ 67 Alkmaar     | 5. travnja 1980.    |         |
| 5         | Giovanni van Bronckhorst    | Barcelona         | 5. veljače 1975.    |         |
| 12        | Jan Kromkamp                | Liverpool FC      | 17. kolovoza 1980.  |         |
| 13        | André Ooijer                | PSV Eindhoven     | 11. srpnja 1974.    |         |
| 14        | John Heitinga               | Ajax              | 15. studenog 1983.  |         |
| 15        | Tim de Cler                 | AZ 67 Alkmaar     | 8. studenog 1978.   |         |
| Vezni red |                             |                   |                     |         |
| 6         | Denny Landzaat              | AZ 67 Alkmaar     | 6. travnja 1976.    |         |
| 8         | Philip Cocu                 | PSV Eindhoven     | 29. listopada 1970. |         |
| 10        | Rafael van der Vaart        | HSV               | 11. veljače 1983.   |         |
| 16        | Hedwiges Maduro             | Ajax              | 13. veljače 1985.   |         |
| 18        | Mark van Bommel             | Barcelona         | 22. travnja 1977.   |         |
| 20        | Wesley Sneijder             | Ajax              | 9. lipnja 1984.     |         |
| Napadači: |                             |                   |                     |         |
| 7         | Dirk Kuijt                  | Liverpool         | 22. srpnja 1980.    |         |
| 9         | Ruud van Nistelrooy         | Real Madrid       | 1. srpnja 1976.     |         |
| 11        | Arjen Robben                | Chelsea           | 23. siječnja 1984.  |         |
| 17        | Robin van Persie            | Arsenal           | 3. kolovoza 1983.   |         |
| 19        | Jan Vennergoor of Hesselink | Celtic Glasgow    | 11. srpnja 1978.    |         |
| 21        | Ryan Babel                  | Ajax              | 19. prosinca 1986.  |         |
| Izbornik: |                             |                   |                     |         |
| T         | Marco van Basten            | ...               | ...                 |         |

### Obala Bjelokosti
Izbornik Henri Michel je pozvao iduću momčad:
| Broj      | Ime i prezime igrača    | Nogometni klub       | Rođen               |         |
| Vratari   | Vratari                 | Vratari              | Vratari             | Vratari |
| --------- | ----------------------- | -------------------- | ------------------- | ------- |
| 1         | Jean-Jacques Tizié      | Espérance            | 7. rujna 1972.      |         |
| 16        | Gerard Ghanhouan        | Montpellier HSC      | 12. veljače 1979.   |         |
| 23        | Boubacar Barry          | KSK Beveren          | 30. prosinca 1979.  |         |
| Obrana    |                         |                      |                     |         |
| 3         | Arthur Boka             | RC Strasbourg        | 2. travnja 1983.    |         |
| 4         | Kolo Touré              | Arsenal              | 19. ožujka 1981.    |         |
| 6         | Blaise Kouassi          | Troyes AC            | 2. veljače 1975.    |         |
| 12        | Abdoulaye Meite         | Olympique Marseille  | 6. listopada 1980.  |         |
| 13        | Marc Zoro               | F.C. Messina Peloro  | 27. prosinca 1983.  |         |
| 17        | Cyrille Domoraud        | US Créteil-Lusitanos | 22. srpnja 1971.    |         |
| 21        | Emmanuel Eboue          | Arsenal              | 4. lipnja 1983.     |         |
| Vezni red |                         |                      |                     |         |
| 2         | Kanga Akale             | AJ Auxerre           | 7. ožujka 1981.     |         |
| 5         | Didier Zokora           | AS Saint-Etienne     | 14. prosinca 1980.  |         |
| 7         | Emerse Fae              | Nantes Atlantique    | 24. siječnja 1984.  |         |
| 10        | Gilles Yapi Yapo        | Young Boys           | 30. siječnja 1982.  |         |
| 18        | Kader Keita             | Lille OSC            | 6. kolovoza 1981.   |         |
| 19        | Yaya Touré              | Olympiakos Pirej     | 13. svibnja 1983.   |         |
| 20        | Guy Dernel              | HSV                  | 13. lipnja 1981.    |         |
| 22        | Koffi Ndri Romaric      | Le Mans UC72         | 4. lipnja 1983.     |         |
| Napadači: |                         |                      |                     |         |
| 8         | Bonaventure Kalou       | Paris Saint-Germain  | 12. siječnja 1978.  |         |
| 9         | Arouna Koné             | PSV Eindhoven        | 11. studenog 1983.  |         |
| 11        | Didier Drogba (kapetan) | Chelsea              | 11. ožujka 1978.    |         |
| 14        | Bakary Kone             | OGC Nice             | 17. rujna 1981.     |         |
| 15        | Aruna Dindane           | RC Lens              | 26. studenog 1980.  |         |
| Izbornik: |                         |                      |                     |         |
| T         | Vahid Halilhodžić       | ...                  | 15. listopada 1952. |         |

## Skupina D

### Portugal
Izbornik Luiz Felipe Scolari je pozvao iduću momčad:
| Broj      | Ime i prezime igrača | Nogometni klub                         | Nadnevak rođenja    |         |
| Vratari   | Vratari              | Vratari                                | Vratari             | Vratari |
| --------- | -------------------- | -------------------------------------- | ------------------- | ------- |
| 1         | Ricardo              | Sporting Lisabon                       | 11. veljače 1976.   |         |
| 12        | Quim                 | Benfica                                | 13. studenog 1975.  |         |
| 22        | Paulo Santos         | Sporting Braga                         | 11. prosinca 1972.  |         |
| Obrana    |                      |                                        |                     |         |
| 2         | Paulo Ferreira       | Chelsea                                | 18. siječnja 1979.  |         |
| 3         | Marco Caneira        | Valencia na posudbi u Sporting Lisabon | 9. veljače 1979.    |         |
| 4         | Ricardo Costa        | Porto                                  | 16. svibnja 1981.   |         |
| 5         | Fernando Meira       | VfB Stuttgart                          | 5. lipnja 1978.     |         |
| 13        | Miguel               | Valencia                               | 4. siječnja 1980.   |         |
| 14        | Nuno Valente         | Everton FC                             | 12. rujna 1974.     |         |
| 16        | Ricardo Carvalho     | Chelsea                                | 18. svibnja 1978.   |         |
| Vezni red |                      |                                        |                     |         |
| 6         | Costinha             | Atlético Madrid                        | 1. prosinca 1974.   |         |
| 7         | Luís Figo (kapetan)  | Inter Milano                           | 4. studenog 1972.   |         |
| 8         | Petit                | Benfica                                | 25. rujna 1976.     |         |
| 10        | Hugo Viana           | Valencia                               | 15. siječnja 1983.  |         |
| 11        | Simão Sabrosa        | Benfica                                | 31. listopada 1979. |         |
| 17        | Cristiano Ronaldo    | Manchester United                      | 5. veljače 1985.    |         |
| 18        | Maniche              | Chelsea na posudbi u Dinamo Moskva     | 11. studenog 1977.  |         |
| 17        | Tiago Mendes         | Olympique Lyon                         | 3. svibnja 1981.    |         |
| 20        | Deco                 | Barcelona                              | 27. kolovoza 1977.  |         |
| Napadači: |                      |                                        |                     |         |
| 9         | Pauleta              | Paris Saint-Germain                    | 28. travnja 1973.   |         |
| 15        | Boa Morte            | Fulham                                 | 4. kolovoza 1977.   |         |
| 21        | Nuno Gomes           | Benfica                                | 5. srpnja 1976.     |         |
| 23        | Hélder Postiga       | Porto na posudbi u AS Saint-Étienne    | 2. kolovoza 1982.   |         |
| Izbornik: |                      |                                        |                     |         |
| T         | Luiz Felipe Scolari  | ...                                    | 9. studenog 1948.   |         |

### Meksiko
Izbornik Ricardo Lavolpe je pozvao iduću momčad:
| Broj      | Ime i prezime igrača       | Nogometni klub   | Nadnevak rođenja    |         |
| Vratari   | Vratari                    | Vratari          | Vratari             | Vratari |
| --------- | -------------------------- | ---------------- | ------------------- | ------- |
| 1         | Oswaldo Sańchez            | Chivas           | 21. rujna 1973.     |         |
| 12        | Jesús Corona               | UAG Tecos        | 26. siječnja 1981.  |         |
| 13        | Guillermo Ochoa            | América          | 13. srpnja 1985.    |         |
| Obrana    |                            |                  |                     |         |
| 2         | Claudio Suárez             | C.D. Chivas USA  | 17. prosinca 1968.  |         |
| 3         | Carlos Salcido             | PSV Eindhoven    | 2. travnja 1980.    |         |
| 4         | Rafael Márquez             | Barcelona        | 13. veljače 1979.   |         |
| 5         | Ricardo Osorio             | VfB Stuttgart    | 30. ožujka 1980.    |         |
| 14        | Gonzalo Pineda             | Chivas           | 19. listopada 1982. |         |
| 15        | José Antonio Castro        | América          | 11. kolovoza 1980.  |         |
| 16        | Mario Méndez               | UANL Tigres      | 1. srpnja 1979.     |         |
| 22        | Francisco Javier Rodríguez | Chivas           | 20. listopada 1981. |         |
| Vezni red |                            |                  |                     |         |
| 6         | Gerardo Torrado            | Cruz Azul        | 30. travnja 1979.   |         |
| 7         | Antônio Naelson            | Toluca           | 23. svibnja 1976.   |         |
| 8         | Pável Pardo                | VfB Stuttgart    | 26. srpnja 1976.    |         |
| 11        | Ramón Morales              | Chivas           | 10. listopada 1975. |         |
| 18        | Andrés Guardado            | CF Atlas         | 28. rujna 1986.     |         |
| 20        | Rafael García Torres       | CF Atlas         | 14. kolovoza 1974.  |         |
| 21        | Jesús Arellano             | Monterrey        | 8. svibnja 1973.    |         |
| 23        | Luis Ernesto Pérez         | Monterrey        | 12. siječnja 1981.  |         |
| Napadači: |                            |                  |                     |         |
| 9         | Jared Borgetti             | Bolton Wanderers | 14. kolovoza 1973.  |         |
| 10        | Guillermo Franco           | Villarreal       | 3. studenog 1976.   |         |
| 17        | Francisco Fonseca          | Cruz Azul        | 2. listopada 1979.  |         |
| 19        | Omar Bravo                 | Chivas           | 4. ožujka 1980.     |         |
| Izbornik: |                            |                  |                     |         |
| T         | Ricardo Lavolpe            | ...              | 9. studenog 1948.   |         |

### Angola
Izbornik Luís Oliveira Gonçalves je pozvao iduću momčad:
| Broj      | Ime i prezime igrača    | Nogometni klub                          | Rođen               |         |
| Vratari   | Vratari                 | Vratari                                 | Vratari             | Vratari |
| --------- | ----------------------- | --------------------------------------- | ------------------- | ------- |
| 1         | João Ricardo            | bez kluba                               | 7. siječnja 1970.   |         |
| 12        | Lamá                    | Petro Atletico                          | 1. veljače 1981.    |         |
| 22        | Mário                   | InterClube                              | 1. lipnja 1985.     |         |
| Obrana    |                         |                                         |                     |         |
| 2         | Marcos Airosa           | FC Barreirense                          | 6. kolovoza 1984.   |         |
| 3         | Jamba                   | AS Aviação                              | 10. srpnja 1977.    |         |
| 4         | Lebo Lebo               | Petro Atletico                          | 29. svibnja 1977.   |         |
| 5         | Kali                    | FC Barreirense                          | 11. listopada 1978. |         |
| 15        | Rui Marques             | Leeds United (na posudbi u Hull Cityju) | 3. rujna 1977.      |         |
| 20        | Locó                    | Primeiro Agosto                         | 25. prosinca 1984.  |         |
| 21        | Luis Delgado            | Petro Atletico                          | 1. studenog 1979.   |         |
| 23        | Marco Abreu             | Portimonense                            | 8. prosinca 1974.   |         |
| Vezni red |                         |                                         |                     |         |
| 6         | Miloy                   | InterClube                              | 27. svibnja 1981.   |         |
| 7         | Figueiredo              | Varzim                                  | 28. studenog 1972.  |         |
| 8         | André Macanga           | Kuwait SC                               | 14. svibnja 1978.   |         |
| 11        | Mateus                  | Gil Vicente                             | 7. ožujka 1983.     |         |
| 13        | Édson de Jesus Nobre    | FC Paços de Ferreira                    | 2. ožujka 1980.     |         |
| 14        | Mendonça                | Varzim                                  | 9. listopada 1982.  |         |
| 17        | Zé Kalanga              | Petro Atletico                          | 12. listopada 1983. |         |
| Napadači: |                         |                                         |                     |         |
| 9         | Mantorras               | Benfica                                 | 18. ožujka 1982.    |         |
| 10        | Akwá                    | bez kluba                               | 30. svibnja 1977.   |         |
| 16        | Flávio                  | Al-Ahly                                 | 30. prosinca 1979.  |         |
| 18        | Love                    | AS Aviação                              | 14. ožujka 1979.    |         |
| 19        | André Titi Buengo       | Clermont Foot                           | 11. veljače 1980.   |         |
| Izbornik: |                         |                                         |                     |         |
| T         | Luís Oliveira Gonçalves | ...                                     | 22. lipnja 1960.    |         |

### Iran
Izbornik Branko Ivanković je pozvao iduću momčad:
| Broj      | Ime i prezime igrača | Nogometni klub       | Nadnevak rođenja   |         |
| Vratari   | Vratari              | Vratari              | Vratari            | Vratari |
| --------- | -------------------- | -------------------- | ------------------ | ------- |
| 1         | Ibrahim Mirzapur     | Fulad Ahvaz          | 16. rujna 1978.    |         |
| 12        | Hasan Rudbarijan     | PAS Teheran          | 6. srpnja 1978.    |         |
| 22        | Vahid Taleblu        | Esteglal Teheran     | 26. svibnja 1982.  |         |
| Obrana    |                      |                      |                    |         |
| 3         | Sohrab Bahtijarizade | Saba Teheran         | 11. rujna 1972.    |         |
| 4         | Jahja Golmuhamedi    | Saba Teheran         | 16. ožujka 1971.   |         |
| 5         | Rahman Rezaei        | Messina Peloro       | 20. veljače 1975.  |         |
| 13        | Husein Kaebi         | Fulad Ahvaz          | 23. rujna 1985.    |         |
| 19        | Amir Husein Sadeki   | Esteglal Teheran     | 6. rujna 1981.     |         |
| 20        | Muhamed Nosrati      | PAS Teheran          | 10. siječnja 1982. |         |
| Vezni red |                      |                      |                    |         |
| 2         | Mehdi Mahdavikia     | HSV                  | 24. srpnja 1977.   |         |
| 6         | Džavad Nekunam       | Osasuna              | 7. rujna 1980.     |         |
| 7         | Ferjdun Zandi        | 1. FC Kaiserslautern | 26. travnja 1979.  |         |
| 8         | Ali Karimi           | Bayern München       | 8. studenog 1978.  |         |
| 14        | Andranik Tejmurijan  | Abu-Muslim Mašhad    | 6. ožujka 1983.    |         |
| 18        | Muharam Navidkia     | Sepahan Isfahan      | 1. studenog 1982.  |         |
| 21        | Mehrzad Madanči      | Persepolis Teheran   | 10. siječnja 1985. |         |
| 23        | Masud Šodžaei        | Saipa Teheran        | 9. lipnja 1984.    |         |
| Napadači: |                      |                      |                    |         |
| 9         | Vahid Hašemijan      | Hannover 96          | 21. srpnja 1976.   |         |
| 10        | Ali Daei (kapetan)   | Saba Teheran         | 21. ožujka 1969.   |         |
| 11        | Rasul Hatibi         | Sharjah FC           | 22. rujna 1978.    |         |
| 15        | Araš Borhani         | Al Nasr Dubai        | 14. rujna 1983.    |         |
| 16        | Reza Enajati         | Esteglal Teheran     | 23. veljače 1976.  |         |
| 17        | Džavad Kazemijan     | Persepolis Teheran   | 23. travnja 1981.  |         |
| Izbornik: |                      |                      |                    |         |
| T         | Branko Ivanković     | ...                  | ...                |         |

## Skupina E

### Italija
Izbornik Marcelo Lippi je pozvao iduću momčad:
| Broj      | Ime i prezime igrača      | Nogometni klub    | Nadnevak rođenja   |         |
| Vratari   | Vratari                   | Vratari           | Vratari            | Vratari |
| --------- | ------------------------- | ----------------- | ------------------ | ------- |
| 1         | Gianluigi Buffon          | Juventus Torino   | 28. siječnja 1978. |         |
| 12        | Angelo Peruzzi            | SS Lazio          | 16. veljače 1970.  |         |
| 14        | Marco Amelia              | AS Livorno Calcio | 2. travnja 1982.   |         |
| Obrana    |                           |                   |                    |         |
| 2         | Cristian Zaccardo         | Palermo           | 21. prosinca 1981. |         |
| 3         | Fabio Grosso              | Inter Milano      | 29. svibnja 1979.  |         |
| 5         | Fabio Cannavaro (kapetan) | Juventus Torino   | 13. rujna 1973.    |         |
| 6         | Andrea Barzagli           | Palermo           | 8. svibnja 1981.   |         |
| 13        | Alessandro Nesta          | AC Milan          | 19. ožujka 1976.   |         |
| 19        | Gianluca Zambrotta        | Juventus Torino   | 19. veljače 1977.  |         |
| 22        | Massimo Oddo              | SS Lazio          | 14. lipnja 1976.   |         |
| 23        | Marco Materazzi           | Inter Milano      | 19. kolovoza 1973. |         |
| Vezni red |                           |                   |                    |         |
| 4         | Daniele de Rossi          | AS Roma           | 24. srpnja 1983.   |         |
| 8         | Gennaro Gatuso            | AC Milan          | 9. siječnja 1978.  |         |
| 10        | Francesco Totti           | AS Roma           | 27. rujna 1976.    |         |
| 16        | Mauro Camoranesi          | Juventus Torino   | 4. listopada 1976. |         |
| 17        | Simone Barone             | Palermo           | 30. travnja 1978.  |         |
| 20        | Simone Perrotta           | AS Roma           | 17. rujna 1977.    |         |
| 21        | Andrea Pirlo              | AC Milan          | 19. svibnja 1979.  |         |
| Napadači: |                           |                   |                    |         |
| 7         | Alessandro del Piero      | Juventus Torino   | 9. studenog 1974.  |         |
| 9         | Luca Toni                 | ACF Fiorentina    | 26. svibnja 1977.  |         |
| 11        | Alberto Gilardino         | AC Milan          | 5. srpnja 1982.    |         |
| 15        | Vincenzo Iaquinta         | Udinese           | 29. studenog 1979. |         |
| 18        | Filippo Inzaghi           | AC Milan          | 9. kolovoza 1973.  |         |
| Izbornik: |                           |                   |                    |         |
| T         | Marcelo Lippi             | ...               | 11. travnja 1948.  |         |

### Gana
Izbornik Ratomir Dujković je pozvao iduću momčad:
| Broj      | Ime i prezime igrača | Nogometni klub     | Nadnevak rođenja    |         |
| Vratari   | Vratari              | Vratari            | Vratari             | Vratari |
| --------- | -------------------- | ------------------ | ------------------- | ------- |
| 1         | Sammy Adjei          | FC Ashdod          | 1. rujna 1980.      |         |
| 16        | George Owu           | Ashanti Gold       | 7. srpnja 1982.     |         |
| 22        | Richard Kingson      | Ankaraspor         | 13. lipnja 1978.    |         |
| Obrana    |                      |                    |                     |         |
| 2         | Hans Sarpei          | VfL Wolfsburg      | 28. lipnja 1976.    |         |
| 4         | Samuel Kuffour       | AS Roma            | 3. rujna 1976.      |         |
| 5         | John Mensah          | Stade Rennais      | 26. studenog 1982.  |         |
| 6         | Emmanuel Pappoe      | Hapoel Kfar Saba   | 3. ožujka 1981.     |         |
| 7         | Illiasu Shilla       | Asante Kotoko      | 26. listopada 1982. |         |
| 13        | Habib Mohamed        | King Faisal Babes  | 10. prosinca 1983.  |         |
| 15        | John Pantsil         | Hapoel Tel-Aviv FC | 15. lipnja 1981.    |         |
| 17        | Daniel Quaye         | Hearts of Oak      | 25. prosinca 1980.  |         |
| 21        | Issah Ahmed          | Randers FC         | 24. svibnja 1982.   |         |
| Vezni red |                      |                    |                     |         |
| 8         | Michael Essien       | Chelsea            | 3. prosinca 1982.   |         |
| 9         | Derek Boateng        | AIK Stockholm      | 2. svibnja 1983.    |         |
| 10        | Stephen Appiah       | Fenerbahče         | 24. prosinca 1980.  |         |
| 11        | Sulley Ali Muntari   | Udinese            | 27. kolovoza 1984.  |         |
| 18        | Eric Addo            | PSV Eindhoven      | 12. studenog 1978.  |         |
| 20        | Otto Addo            | 1. FSV Mainz 05    | 9. lipnja 1975.     |         |
| 23        | Haminu Draman        | Genclerbirligi     | 1. travnja 1986.    |         |
| Napadači: |                      |                    |                     |         |
| 3         | Asamoah Gyan         | Udinese            | 22. studenog 1985.  |         |
| 12        | Alex Tachie-Mensah   | FC St. Gallen      | 15. veljače 1977.   |         |
| 14        | Matthew Amoah        | Borussia Dortmund  | 24. listopada 1980. |         |
| 19        | Razak Pimpong        | FC København       | 30. prosinca 1982.  |         |
| Izbornik: |                      |                    |                     |         |
| T         | Ratomir Dujković     | ...                | 24. veljače 1946.   |         |

### Češka
Izbornik Karel Brückner je pozvao iduću momčad:
| Broj      | Ime i prezime igrača | Nogometni klub             | Rođen               |         |
| Vratari   | Vratari              | Vratari                    | Vratari             | Vratari |
| --------- | -------------------- | -------------------------- | ------------------- | ------- |
| 1         | Petr Čech            | Chelsea                    | 20. svibnja 1982.   |         |
| 16        | Jaromír Blažek       | Sparta Prag                | 29. prosinca 1972.  |         |
| 23        | Antonín Kinský       | Saturn Ramenskoje          | 31. svibnja 1975.   |         |
| Obrana    |                      |                            |                     |         |
| 2         | Zdeněk Grygera       | Ajax Amsterdam             | 20. svibnja 1982.   |         |
| 3         | Pavel Mareš          | Zenit                      | 18. siječnja 1976.  |         |
| 6         | Marek Jankulovski    | AC Milan                   | 9. svibnja 1977.    |         |
| 13        | Martin Jiránek       | Spartak Moskva             | 25. svibnja 1979.   |         |
| 21        | Tomáš Ujfaluši       | Fiorentina                 | 24. ožujka 1978.    |         |
| 22        | David Rozehnal       | Paris Saint-Germain        | 5. srpnja 1980.     |         |
| Vezni red |                      |                            |                     |         |
| 4         | Tomáš Galásek        | Ajax Amsterdam             | 15. siječnja 1973.  |         |
| 5         | Radoslav Kováč       | Spartak Moskva             | 27. studenog 1979.  |         |
| 7         | Libor Sionko         | Glasgow Rangers            | 1. veljače 1977.    |         |
| 8         | Karel Poborský       | SK Dynamo České Budějovice | 30. ožujka 1972.    |         |
| 10        | Tomáš Rosický        | Arsenal                    | 4. listopada 1980.  |         |
| 11        | Pavel Nedvěd         | Juventus Torino            | 30. kolovoza 1972.  |         |
| 14        | David Jarolím        | Hamburger SV               | 17. svibnja 1979.   |         |
| 17        | Jiři Štajner         | Hannover 96                | 27. svibnja 1976.   |         |
| 19        | Jan Polák            | 1. FC Nürnberg             | 14. ožujka 1981.    |         |
| 20        | Jaroslav Plašil      | Bayer Leverkusen           | 5. siječnja 1982.   |         |
| Napadači: |                      |                            |                     |         |
| 9         | Jan Koller           | AS Monaco FC               | 30. ožujka 1973.    |         |
| 12        | Vratislav Lokvenc    | Red Bull Salzburg          | 27. rujna 1973.     |         |
| 15        | Milan Baroš          | Aston Villa                | 28. listopada 1981. |         |
| 18        | Marek Heinz          | Galatasaray                | 4. kolovoza 1977.   |         |
| Izbornik: |                      |                            |                     |         |
| T         | Karel Brückner       | ...                        | 13. studenog 1939.  |         |

### SAD
Izbornik Bruce Arena je pozvao iduću momčad:
| Broj      | Ime i prezime igrača    | Nogometni klub           | Rođen              |         |
| Vratari   | Vratari                 | Vratari                  | Vratari            | Vratari |
| --------- | ----------------------- | ------------------------ | ------------------ | ------- |
| 1         | Tim Howard              | Everton FC               | 6. ožujka 1979.    |         |
| 18        | Kasey Keller            | Borussia Mönchengladbach | 29. studenog 1969. |         |
| 19        | Marcus Hahnemann        | Reading                  | 15. lipnja 1972.   |         |
| Obrana    |                         |                          |                    |         |
| 2         | Chris Albright          | Los Angeles Galaxy       | 14. siječnja 1979. |         |
| 3         | Carlos Bocanegra        | Fulham                   | 25. svibnja 1979.  |         |
| 6         | Steve Cherundolo        | Hannover 96              | 19. veljače 1979.  |         |
| 12        | Gregg Berhalter         | Energie Cottbus          | 1. kolovoza 1973.  |         |
| 13        | Jimmy Conrad            | Kansas City Wizards      | 12. veljače 1977.  |         |
| 22        | Oguchi Nyewu            | Standard Liege           | 13. svibnja 1982.  |         |
| 23        | Eddie Pope              | Real Salt Lake           | 24. prosinca 1973. |         |
| Vezni red |                         |                          |                    |         |
| 4         | Pablo Mastroeni         | Colorado Rapids          | 26. kolovoza 1976. |         |
| 5         | John O'Brien            | CD Chivas USA            | 29. kolovoza 1977. |         |
| 7         | Eddie Lewis             | Leeds United             | 17. svibnja 1974.  |         |
| 8         | Clint Dempsey           | New England Revolution   | 9. ožujka 1983.    |         |
| 10        | Claudio Reyna (kapetan) | Manchester City          | 20. srpnja 1973.   |         |
| 14        | Ben Olsen               | D.C. United              | 3. svibnja 1977.   |         |
| 15        | Bobby Convey            | Reading                  | 27. svibnja 1983.  |         |
| 17        | DaMarcus Beasley        | PSV Eindhoven            | 24. svibnja 1982.  |         |
| Napadači: |                         |                          |                    |         |
| 9         | Eddie Johnson           | Kansas City Wizards      | 31. ožujka 1984.   |         |
| 11        | Brian Ching             | Houston Dynamo           | 24. svibnja 1978.  |         |
| 16        | Josh Wolff              | Kansas City Wizards      | 25. veljače 1977.  |         |
| 20        | Brian McBride           | Fulham                   | 19. lipnja 1972.   |         |
| 21        | Landon Donovan          | Los Angeles Galaxy       | 4. ožujka 1982.    |         |
| Izbornik: |                         |                          |                    |         |
| T         | Bruce Arena             | ...                      | 21. rujna 1954.    |         |

## Skupina F

### Australija
| Broj      | Ime i prezime igrača | Nogometni klub         | Rođen               |         |
| Vratari   | Vratari              | Vratari                | Vratari             | Vratari |
| --------- | -------------------- | ---------------------- | ------------------- | ------- |
| 1         | Mark Schwarzer       | Middlesbrough          | 6. listopada 1972.  |         |
| 12        | Ante Covic           | Hammarby               | 13. lipnja 1975.    |         |
| 18        | Zeljko Kalac         | AC Milan               | 16. prosinca 1972.  |         |
| Obrana    |                      |                        |                     |         |
| 2         | Lucas Neill          | Blackburn Rovers       | 9. ožujka 1978.     |         |
| 3         | Craig Moore          | Newcastle United       | 12. prosinca 1975.  |         |
| 6         | Tony Popovic         | Crystal Palace         | 4. srpnja 1973.     |         |
| 14        | Scott Chipperfield   | FC Basel               | 30. prosinca 1975.  |         |
| 16        | Michael Beauchamp    | Central Coast Mariners | 8. ožujka 1978.     |         |
| 22        | Mark Milligan        | Sydney FC              | 4. kolovoza 1985.   |         |
| Vezni red |                      |                        |                     |         |
| 4         | Tim Cahill           | Everton FC             | 6. prosinca 1979.   |         |
| 5         | Jason Culina         | PSV Eindhoven          | 5. kolovoza 1980.   |         |
| 7         | Brett Emerton        | Blackburn Rovers       | 22. veljače 1979.   |         |
| 8         | Josip Skoko          | Wigan Athletic         | 10. prosinca 1975.  |         |
| 11        | Stan Lazaridis       | (bez kluba)            | 16. kolovoza 1972.  |         |
| 13        | Vince Grella         | AC Parma               | 5. kolovoza 1979.   |         |
| 20        | Luke Wilkshire       | Bristol City           | 2. listopada 1981.  |         |
| 21        | Mile Sterjovski      | FC Basel               | 27. svibnja 1979.   |         |
| 23        | Marco Bresciano      | AC Parma               | 11. veljače 1980.   |         |
| Napadači: |                      |                        |                     |         |
| 9         | Mark Viduka          | Middlesbrough          | 9. listopada 1975.  |         |
| 10        | Harry Kewell         | FC Liverpool           | 22. rujna 1978.     |         |
| 15        | John Aloisi          | Deportivo Alavés       | 5. veljače 1976.    |         |
| 17        | Archie Thompson      | Melbourne Victory      | 23. listopada 1978. |         |
| 19        | Joshua Kennedy       | Dynamo Dresden         | 20. kolovoza 1982.  |         |
| Izbornik: |                      |                        |                     |         |
| T         | Guus Hiddink         | ...                    | 8. studenog 1946.   |         |

### Japan
Izbornik Zico je pozvao iduću momčad:
| Broj      | Ime i prezime igrača | Nogometni klub       | Rođen              |         |
| Vratari   | Vratari              | Vratari              | Vratari            | Vratari |
| --------- | -------------------- | -------------------- | ------------------ | ------- |
| 1         | Seigo Narazaki       | Nagoya Grampus Eight | 15. travnja 1976.  |         |
| 12        | Yoichi Doi           | FC Tokyo             | 25. srpnja 1973.   |         |
| 23        | Yoshikatsu Kawaguchi | Jubilo Iwata         | 15. kolovoza 1975. |         |
| Obrana    |                      |                      |                    |         |
| 2         | Teruyuki Moniwa      | FC Tokyo             | 8. rujna 1981.     |         |
| 3         | Yuichi Komano        | Sanfrecce Hiroshima  | 25. srpnja 1981.   |         |
| 5         | Tsuneyasu Miyamoto   | Gamba Osaka          | 7. veljače 1977.   |         |
| 6         | Koji Nakata          | FC Basel             | 9. srpnja 1979.    |         |
| 14        | Santosu Aresandoro   | Urawa Red Diamonds   | 20. srpnja 1977.   |         |
| 19        | Keisuke Tsuboi       | Urawa Red Diamonds   | 16. rujna 1979.    |         |
| 21        | Akira Kaji           | Gamba Osaka          | 13. siječnja 1980. |         |
| 22        | Yuji Nakazawa        | Yokohama F. Marinos  | 25. veljače 1978.  |         |
| Vezni red |                      |                      |                    |         |
| 4         | Yasuhito Endo        | Gamba Osaka          | 28. siječnja 1980. |         |
| 7         | Hidetoshi Nakata     | Bolton Wanderers     | 22. siječnja 1977. |         |
| 8         | Mitsuo Ogasawara     | Kashima Antlers      | 5. travnja 1979.   |         |
| 10        | Shunsuke Nakamura    | Celtic               | 24. lipnja 1978.   |         |
| 15        | Takashi Fukunishi    | Jubilo Iwata         | 1. rujna 1976.     |         |
| 17        | Junichi Inamoto      | West Bromwich Albion | 18. rujna 1979.    |         |
| 18        | Shinji Ono           | Urawa Red Diamonds   | 27. rujna 1979.    |         |
| Napadači: |                      |                      |                    |         |
| 9         | Naohiro Takahara     | Eintracht Frankfurt  | 4. lipnja 1979.    |         |
| 11        | Seiichiro Maki       | JEF United Ichihara  | 7. kolovoza 1980.  |         |
| 13        | Atsushi Yanagisawa   | Kashima Antlers      | 27. svibnja 1977.  |         |
| 16        | Masashi Oguro        | Grenoble Foot 38     | 4. svibnja 1980.   |         |
| 20        | Keiji Tamada         | Nagoya Grampus Eight | 11. travnja 1980.  |         |
| Izbornik: |                      |                      |                    |         |
| T         | Zico                 | ...                  | 3. ožujka 1953.    |         |

## Skupina G

### Švicarska
Izbornik Jakob Kuhn je pozvao iduću momčad:
| Broj      | Ime i prezime igrača   | Nogometni klub           | Nadnevak rođenja    |         |
| Vratari   | Vratari                | Vratari                  | Vratari             | Vratari |
| --------- | ---------------------- | ------------------------ | ------------------- | ------- |
| 1         | Pascal Zuberbühler     | West Bromwich Albion     | 8. siječnja 1971.   |         |
| 12        | Diego Benaglio         | Sevilla                  | 8. srpnja 1983.     |         |
| 21        | Fabio Coltorti         | Grasshoppers             | 3. prosinca 1980.   |         |
| Obrana    |                        |                          |                     |         |
| 2         | Johan Djourou          | Arsenal                  | 18. siječnja 1987.  |         |
| 3         | Ludovic Magnin         | VfB Stuttgart            | 20. travnja 1979.   |         |
| 4         | Philippe Senderos      | Arsenal                  | 14. veljače 1985.   |         |
| 13        | Stéphane Grichting     | Auxerre                  | 30. ožujka 1979.    |         |
| 17        | Christoph Spycher      | Eintracht Frankfurt      | 30. ožujka 1978.    |         |
| 20        | Patrick Müller         | Olympique Lyon           | 17. prosinca 1976.  |         |
| 23        | Philipp Degen          | Borussia Dortmund        | 15. veljače 1983.   |         |
| Vezni red |                        |                          |                     |         |
| 5         | Xavier Margairaz       | Zürich                   | 17. siječnja 1984.  |         |
| 6         | Johann Vogel (kapetan) | Milan                    | 8. ožujka 1977.     |         |
| 7         | Ricardo Cabanas        | 1. FC Köln               | 17. siječnja 1979.  |         |
| 8         | Raphaël Wicky          | HSV                      | 26. travnja 1977.   |         |
| 10        | Daniel Gygax           | Lille                    | 28. kolovoza 1981.  |         |
| 14        | David Degen            | Borussia Mönchengladbach | 15. veljače 1983.   |         |
| 15        | Blerim Dzemaili        | Zürich                   | 12. travnja 1986.   |         |
| 16        | Tranquillo Barneta     | Bayer Leverkusen         | 22. svibnja 1985.   |         |
| 19        | Valon Behrami          | Lazio                    | 19. travnja 1985.   |         |
| Napadači: |                        |                          |                     |         |
| 9         | Alexander Frei         | Borussia Dortmund        | 15. srpnja 1979.    |         |
| 11        | Marco Streller         | VfB Stuttgart            | 18. lipnja 1981.    |         |
| 18        | Mauro Lustrinelli      | Sparta Prag              | 26. veljače 1976.   |         |
| 22        | Hakan Yakin            | Young Boys               | 22. veljače 1977.   |         |
| Izbornik: |                        |                          |                     |         |
| T         | Jakob Kuhn             | ...                      | 12. listopada 1943. |         |

### Francuska
Izbornik Raymond Domenech je pozvao iduće igrače:
| Broj      | Ime i prezime igrača      | Nogometni klub                       | Nadnevak rođenja    |         |
| Vratari   | Vratari                   | Vratari                              | Vratari             | Vratari |
| --------- | ------------------------- | ------------------------------------ | ------------------- | ------- |
| 1         | Mickaël Landreau          | Paris Saint-Germain                  | 14. svibnja 1979.   |         |
| 16        | Fabien Barthez            | Olympique Marseille (istjek ugovora) | 28. srpnja 1971.    |         |
| 23        | Grégory Coupet            | Olympique Lyon                       | 31. prosinca 1972.  |         |
| Obrana    |                           |                                      |                     |         |
| 2         | Jean-Alain Boumsong       | Newcastle United                     | 14. prosinca 1979.  |         |
| 3         | Éric Abidal               | Olympique Lyon                       | 11. srpnja 1979.    |         |
| 5         | William Gallas            | Chelsea                              | 17. kolovoza 1977.  |         |
| 13        | Mikael Silvestre          | Manchester United                    | 9. kolovoza 1977.   |         |
| 15        | Lilian Thuram             | FC Barcelona                         | 1. siječnja 1972.   |         |
| 17        | Gaël Givet                | AS Monaco FC                         | 9. listopada 1981.  |         |
| 19        | Willy Sagnol              | Bayern München                       | 18. ožujka 1977.    |         |
| 21        | Pascal Chimbonda          | Wigan Athletic                       | 21. veljače 1979.   |         |
| Vezni red |                           |                                      |                     |         |
| 4         | Patrick Vieira            | Inter Milano                         | 23. lipnja 1976.    |         |
| 6         | Claude Makélélé           | Chelsea                              | 18. veljače 1973.   |         |
| 7         | Florent Malouda           | Olympique Lyon                       | 13. lipnja 1980.    |         |
| 8         | Vikash Dhorasoo           | Paris Saint-Germain                  | 10. listopada 1973. |         |
| 10        | Zinedine Zidane (kapetan) | Real Madrid                          | 23. lipnja 1972.    |         |
| 18        | Alou Diarra               | RC Lens                              | 15. srpnja 1981.    |         |
| 22        | Franck Ribéry             | Olympique Marseille                  | 1. travnja 1983.    |         |
| Napadači: |                           |                                      |                     |         |
| 9         | Sidney Govou              | Olympique Lyon                       | 27. srpnja 1979.    |         |
| 11        | Sylvain Wiltord           | Olympique Lyon                       | 10. svibnja 1974.   |         |
| 12        | Thierry Henry             | Arsenal FC                           | 17. kolovoza 1977.  |         |
| 14        | Louis Saha                | Manchester United                    | 8. kolovoza 1978.   |         |
| 20        | David Trézéguet           | Juventus                             | 15. listopada 1977. |         |
| Izbornik: |                           |                                      |                     |         |
| T         | Raymond Domenech          | ...                                  | 24. siječnja 1952.  |         |

### Južna Koreja
Izbornik Dick Advocaat je pozvao iduću momčad:
| Broj      | Ime i prezime igrača           | Nogometni klub          | Nadnevak rođenja    |         |
| Vratari   | Vratari                        | Vratari                 | Vratari             | Vratari |
| --------- | ------------------------------ | ----------------------- | ------------------- | ------- |
| 1         | Lee Won-Jae (kapetan)          | Suwon Samsung Bluewings | 26. travnja 1973.   |         |
| 20        | Kim Yong-Dae                   | Ilhwa Chunma            | 11. listopada 1979. |         |
| 21        | Kim Young-Hwang                | Chunnam Dragons         | 28. lipnja 1983.    |         |
| Obrana    |                                |                         |                     |         |
| 2         | Kim Young-Chul                 | Ilhwa Chunma            | 30. lipnja 1976     |         |
| 3         | Kim Dong-Yin                   | Zenit                   | 29. siječnja 1982.  |         |
| 4         | Choi Jin-Cheul                 | Jeonbuk FC              | 26. ožujka 1971.    |         |
| 6         | Kim Jin-Kyu                    | Jubilo Iwata            | 16. veljače 1985.   |         |
| 12        | Lee Young-Pyo                  | Tottenham Hotspur       | 23. travnja 1977.   |         |
| 18        | Kim Sang-Sik                   | Ilhwa Chunma            | 17. prosinca 1976.  |         |
| 22        | Song Chong-Gug                 | Suwon Samsung Bluewings | 20. veljače 1979.   |         |
| 23        | Cho Won-Hee                    | Suwon Samsung Bluewings | 17. travnja 1983.   |         |
| Vezni red |                                |                         |                     |         |
| 5         | Kim Nam-Il (zamjenik kapetana) | Suwon Samsung Bluewings | 14. ožujka 1977.    |         |
| 7         | Park Ji-Sung                   | Manchester United       | 25. veljače 1981.   |         |
| 8         | Kim Doo-Hyun                   | Ilhwa Chunma            | 14. srpnja 1982.    |         |
| 13        | Lee Eul-Yong                   | Trabzonspor             | 8. rujna 1975.      |         |
| 15        | Baek Ji-Hoon                   | FC Seoul                | 28. veljače 1985.   |         |
| 17        | Lee Ho                         | Zenit                   | 22. listopada 1984. |         |
| Napadači: |                                |                         |                     |         |
| 9         | Ahn Jung-Hwan                  | MSV Duisburg            | 27. siječnja 1976.  |         |
| 10        | Park Chu-Young                 | FC Seoul                | 10. srpnja 1985.    |         |
| 11        | Seol Ki-Hyeon                  | Reading                 | 8. siječnja 1979.   |         |
| 14        | Lee Chun-Soo                   | Ulsan Hyundai Horang-i  | 9. srpnja 1981.     |         |
| 16        | Chung Kyung-Ho                 | Gwangju Sangmu          | 22. svibnja 1980.   |         |
| 19        | Cho Jae-Jin                    | Shimizu S-Pulse         | 9. srpnja 1981.     |         |
| Izbornik: |                                |                         |                     |         |
| T         | Pim Verbeek                    | ...                     | 12. ožujka 1957.    |         |

### Togo
Izbornik Otto Pfister je pozvao iduće igrače:
| Broj      | Ime i prezime igrača   | Nogometni klub      | Rođen              |         |
| Vratari   | Vratari                | Vratari             | Vratari            | Vratari |
| --------- | ---------------------- | ------------------- | ------------------ | ------- |
| 1         | Ouro-Nimini Tchagnirou | Djoliba             | 31. prosinca 1977. |         |
| 16        | Kossi Agassa           | FC Metz             | 2. srpnja 1978.    |         |
| 22        | Kodjovi Obilale        | Etoile Filante      | 8. listopada 1984. |         |
| Obrana    |                        |                     |                    |         |
| 2         | Daré Nibombé           | RAEC Mons           | 16. lipnja 1980.   |         |
| 3         | Jean-Paul Abalo        | APOEL Nicosia       | 26. lipnja 1975.   |         |
| 5         | Massamasso Tchangai    | Benevento Calcio    | 8. kolovoza 1978.  |         |
| 12        | Éric Akoto             | Admira Wacker       | 20. srpnja 1980.   |         |
| 21        | Karim Guede            | Hamburger SV        | 7. siječnja 1985.  |         |
| 23        | Assimiou Touré         | Bayer Leverkusen    | 1. siječnja 1988.  |         |
| 19        | Ludovic Assemoassa     | Clermont Foot       | 18. rujna 1980.    |         |
| Vezni red |                        |                     |                    |         |
| 6         | Yao Aziawonou          | Young Boys          | 30. studenog 1979. |         |
| 8         | Kuami Agboh            | KSK Beveren         | 28. prosinca 1977. |         |
| 9         | Thomas Dossevi         | Valenciennes FC     | 6. ožujka 1979.    |         |
| 10        | Mamam Cherif Touré     | FC Metz             | 13. siječnja 1983. |         |
| 15        | Alaixys Romao          | CS Louhans Cuiseaux | 18. sjiečnja 1984. |         |
| 20        | Affo Erassa            | AS Moulins          | 19. veljače 1983.  |         |
| Napadači: |                        |                     |                    |         |
| 14        | Adekanmi Olufade       | Al Siliyah          | 7. siječnja 1980.  |         |
| 4         | Emmanuel Adebayor      | Arsenal FC          | 26. veljače 1984.  |         |
| 7         | Moustapha Salifou      | Stade Brest         | 1. srpnja 1983.    |         |
| 11        | Robert Malm            | Stade Brest         | 21. kolovoza 1973. |         |
| 13        | Richmond Forson        | J.A. Poire          | 23. svibnja 1980.  |         |
| 17        | Kader Touré            | Guingamp            | 8. travnja 1979.   |         |
| 18        | Yao Junior Senaya      | YF Juventus         | 19. travnja 1984.  |         |
| Izbornik: |                        |                     |                    |         |
| T         | Otto Pfister           | ...                 | 24. studenog 1937. |         |

## Skupina H

### Španjolska
Izbornik Luis Aragonés je pozvao sljedeću momčad:
| Broj      | Ime i prezime igrača | Nogometni klub  | Nadnevak rođenja    |         |
| Vratari   | Vratari              | Vratari         | Vratari             | Vratari |
| --------- | -------------------- | --------------- | ------------------- | ------- |
| 1         | Íker Casillas        | Real Madrid     | 20. svibnja 1981.   |         |
| 19        | Santiago Cañizares   | Valencia        | 18. prosinca 1969.  |         |
| 23        | Pepe Reina           | Liverpool       | 31. kolovoza 1982.  |         |
| Obrana    |                      |                 |                     |         |
| 2         | Míchel Selgado       | Real Madrid     | 22. listopada 1975. |         |
| 3         | Mariano Pernía       | Atlético Madrid | 4. svibnja 1977.    |         |
| 4         | Carlos Marchena      | Valencia        | 31. srpnja 1979.    |         |
| 5         | Carles Puyol         | Barcelona       | 13. travnja 1978.   |         |
| 12        | Antonio López        | Atlético Madrid | 13. rujna 1981.     |         |
| 15        | Sergio Ramos         | Real Madrid     | 30. ožujka 1986.    |         |
| 20        | Juanito              | Real Betis      | 23. srpnja 1976.    |         |
| 22        | Pablo Ibáñez         | Atlético Madrid | 3. kolovoza 1981.   |         |
| Vezni red |                      |                 |                     |         |
| 6         | David Albelda        | Valencia        | 1. rujna 1977.      |         |
| 8         | Xavi                 | Barcelona       | 25. siječnja 1980.  |         |
| 11        | Luis García          | Liverpool       | 24. srpnja 1978.    |         |
| 13        | Andrés Iniesta       | Barcelona       | 11. svibnja 1984.   |         |
| 14        | Xabi Alonso          | Liverpool       | 25. studenog 1981.  |         |
| 16        | Marcos Senna         | Villarreal      | 17. srpnja 1976.    |         |
| 17        | Joaquin              | Real Betis      | 21. srpnja 1981.    |         |
| 18        | Cesc Fabregas        | Arsenal         | 4. svibnja 1987.    |         |
| Napadači: |                      |                 |                     |         |
| 7         | Raúl                 | Real Madrid     | 27. lipnja 1977.    |         |
| 9         | Fernando Torres      | Atlético Madrid | 20. ožujka 1984.    |         |
| 10        | José Antonio Reyes   | Real Madrid     | 1. rujna 1983.      |         |
| 21        | David Villa          | Valencia        | 3. prosinca 1981.   |         |
| Izbornik: |                      |                 |                     |         |
| T         | Luis Aragonés        | ...             | 28. srpnja 1938.    |         |

### Ukrajina
| Broj      | Ime i prezime igrača | Nogometni klub          | Rođen               |         |
| Vratari   | Vratari              | Vratari                 | Vratari             | Vratari |
| --------- | -------------------- | ----------------------- | ------------------- | ------- |
| 1         | Oleksandr Šovkovski  | Dinamo Kijev            | 2. siječnja 1975.   |         |
| 12        | Andrij Pjatov        | Vorskla Poltava         | 28. lipnja 1984.    |         |
| 23        | Bohdan Šust          | Šahtar Donjeck          | 4. ožujka 1986.     |         |
| Obrana    |                      |                         |                     |         |
| 2         | Andrij Nesmačnji     | Dinamo Kijev            | 28. veljače 1979.   |         |
| 3         | Oleksandr Jacenko    | FK Harkiv               | 24. veljače 1985.   |         |
| 5         | Volodimir Jezerski   | Dnjipro Dnjipropetrovsk | 15. studenog 1976.  |         |
| 6         | Andrij Rusol         | Dnjipro Dnjipropetrovsk | 16. siječnja 1983.  |         |
| 13        | Dmitro Čihrinski     | Šahtar Donjeck          | 7. studenog 1986.   |         |
| 17        | Vladislav Vaščuk     | Dinamo Kijev            | 2. siječnja 1975.   |         |
| 22        | Vjačeslav Sviderski  | Arsenal Kijev           | 1. siječnja 1979.   |         |
| Vezni red |                      |                         |                     |         |
| 4         | Anatolij Timoščuk    | Šahtar Donjeck          | 30. ožujka 1979.    |         |
| 8         | Oleh Šelajev         | Dnjipro Dnjipropetrovsk | 5. studenog 1976.   |         |
| 9         | Oleh Husjev          | Dinamo Kijev            | 25. travnja 1983.   |         |
| 11        | Serhij Rebrov        | Dinamo Kijev            | 6. ožujka 1974.     |         |
| 14        | Andrij Husin         | Krilja Sovjetov Samara  | 11. prosinca 1972.  |         |
| 18        | Serhij Nazarenko     | Dnjipro Dnjipropetrovsk | 16. veljače 1980.   |         |
| 19        | Maksim Kalinjičenko  | Spartak Moskva          | 26. siječnja 1979.  |         |
| 21        | Ruslan Rotanj        | Dinamo Kijev            | 29. listopada 1981. |         |
| Napadači: |                      |                         |                     |         |
| 7         | Andrij Ševčenko      | Chelsea F.C.            | 29. rujna 1976.     |         |
| 10        | Andrij Voronjin      | Bayer Leverkusen        | 21. srpnja 1979.    |         |
| 15        | Artem Milevski       | Dinamo Kijev            | 12. siječnja 1985.  |         |
| 16        | Andrij Vorobjej      | Šahtar Donjeck          | 29. studenog 1978.  |         |
| 20        | Oleksij Bjelik       | Šahtar Donjeck          | 15. veljače 1981.   |         |
| Izbornik: |                      |                         |                     |         |
| T         | Oleg Blohin          | ...                     | 5. studenog 1952.   |         |

### Tunis
Izbornik Roger Lemerre je pozvao iduću momčad:
| Broj      | Ime i prezime igrača | Nogometni klub   | Nadnevak rođenja   |         |
| Vratari   | Vratari              | Vratari          | Vratari            | Vratari |
| --------- | -------------------- | ---------------- | ------------------ | ------- |
| 1         | Ali Boumnijel        | Club Africain    | 13. travnja 1966.  |         |
| 16        | Adel Nefzi           | US Monastir      | 16. ožujka 1974.   |         |
| 22        | Hamdi Kasraoui       | Espérance        | 18. siječnja 1983. |         |
| Obrana    |                      |                  |                    |         |
| 3         | Karim Haggui         | RC Strasbourg    | 21. siječnja 1984. |         |
| 4         | Alaeddine Yahia      | AS Saint-Étienne | 26. rujna 1981.    |         |
| 6         | Hatem Trabelsi       | Ajax Amsterdam   | 25. siječnja 1977. |         |
| 7         | Mehdi Meriah         | Étoile du Sahel  | 5. lipnja 1979.    |         |
| 15        | Rahdi Jaidi          | Bolton Wanderers | 30. kolovoza 1975. |         |
| 18        | David Jemmali        | Bordeaux         | 13. prosinca 1974. |         |
| 19        | Anis Ayari           | Samsunspor       | 16. veljače 1982.  |         |
| 21        | Karim Saidi          | US Lecce         | 24. ožujka 1983.   |         |
| Vezni red |                      |                  |                    |         |
| 8         | Mehdi Nafti          | Birmingham City  | 28. studenog 1978. |         |
| 10        | Kaies Ghodhbane      | Konyaspor        | 7. siječnja 1976.  |         |
| 12        | Jaouhar Mnari        | 1. FC Nürnberg   | 8. studenog 1976.  |         |
| 13        | Riadh Bouazizi       | Kayserispor      | 8. travnja 1973.   |         |
| 14        | Adel Chedli          | 1. FC Nürnberg   | 16. rujna 1976.    |         |
| 20        | Hamed Namouchi       | Glasgow Rangers  | 12. siječnja 1984. |         |
| 23        | Sofiene Melliti      | Gaziantepspor    | 18. kolovoza 1978. |         |
| Napadači: |                      |                  |                    |         |
| 2         | Karim Essediri       | Rosenborg BK     | 29. srpnja 1979.   |         |
| 5         | Ziad Jaziri          | Troyes AC        | 12. srpnja 1978.   |         |
| 9         | Yassine Chikhaoui    | Étoile du Sahel  | 2. rujna 1986.     |         |
| 11        | Santos               | FC Toulouse      | 20. ožujka 1979.   |         |
| 17        | Chaouki Ben Saada    | SC Bastia        | 1. srpnja 1984.    |         |
| Izbornik: |                      |                  |                    |         |
| T         | Roger Lemerre        | ...              | 18. lipnja 1941.   |         |

### Saudijska Arabija
Izbornik Marcos Paquetá je pozvao iduću momčad:
| Broj      | Ime i prezime igrača   | Nogometni klub | Rođen               |         |
| Vratari   | Vratari                | Vratari        | Vratari             | Vratari |
| --------- | ---------------------- | -------------- | ------------------- | ------- |
| 1         | Mohammad Al-Deayea     | Al-Hilal       | 2. kolovoza 1972.   |         |
| 21        | Mabrouk Zaid           | Al-Ittihad     | 11. veljače 1979.   |         |
| 22        | Mohammad Khouja        | Al-Shabab      | 15. ožujka 1982.    |         |
| Obrana    |                        |                |                     |         |
| 2         | Ahmed Al-Doukhi        | Al-Ittihad     | 25. listopada 1976. |         |
| 3         | Redha Tukar            | Al-Ittihad     | 25. studenog 1975.  |         |
| 4         | Hamad Al-Montashari    | Al-Ittihad     | 22. lipnja 1982.    |         |
| 5         | Naif Al-Qadhi          | Al-Ahli        | 3. travnja 1979.    |         |
| 12        | Abdul Aziz Al-Khathran | Al-Hilal       | 31. srpnja 1973.    |         |
| 13        | Hussein Abdul-Ghani    | Al-Ahli        | 21. siječnja 1977.  |         |
| 15        | Ahmad Al-Bahri         | Al-Shabab      | 18. rujna 1980.     |         |
| Vezni red |                        |                |                     |         |
| 6         | Omar Al-Ghamdi         | Al-Hilal       | 11. travnja 1979.   |         |
| 7         | Mohammed Ameen         | Al-Ittihad     | 29. travnja 1980.   |         |
| 8         | Mohammed Noor          | Al-Ittihad     | 26. veljače 1978.   |         |
| 10        | Mohammad Al-Shalhoub   | Al-Hilal       | 8. prosinca 1980.   |         |
| 14        | Saoud Kariri           | Al-Ittihad     | 8. srpnja 1980.     |         |
| 16        | Khaled Aziz            | Al-Hilal       | 14. srpnja 1981.    |         |
| 18        | Nawaf Al-Temyat        | Al-Hilal       | 28. lipnja 1976.    |         |
| 19        | Mohammad Masaad        | Al-Ahli        | 17. veljače 1983.   |         |
| Napadači: |                        |                |                     |         |
| 9         | Sami Al-Jaber          | Al-Hilal       | 11. prosinca 1972.  |         |
| 11        | Saad Al-Harthi         | Al-Nasr        | 3. veljače 1984.    |         |
| 17        | Mohamed Al-Bishi       | Al-Ahli        | 3. svibnja 1987.    |         |
| 20        | Yasser Al-Qahtani      | Al-Hilal       | 10. listopada 1982. |         |
| 23        | Malek Maath            | Al-Ahli        | 10. kolovoza 1981.  |         |
| Izbornik: |                        |                |                     |         |
| T         | Marcos Paquetá         | ...            | 27. kolovoza 1958.  |         |